# Ban Kao
Ban Kao (thaï : บ้านเก่า ; litt "vieux village") est site archéologique célèbre pour son village préhistorique et son musée national (thaï : พิพิธภัณฑ สถานแห่งชาติ บ้านเก่า). Il est situé dans la province de Kanchanaburi à quelque 35 km au nord-ouest de la ville de Kanchanaburi au bord de la rivière Mae Nam Kwai Noi.
On y a découvert des squelettes, des outils en pierre taillée et des céramiques d'une société agricole du néolithique vieux d'environ 4000 ans,,,...

## Galerie

Musée
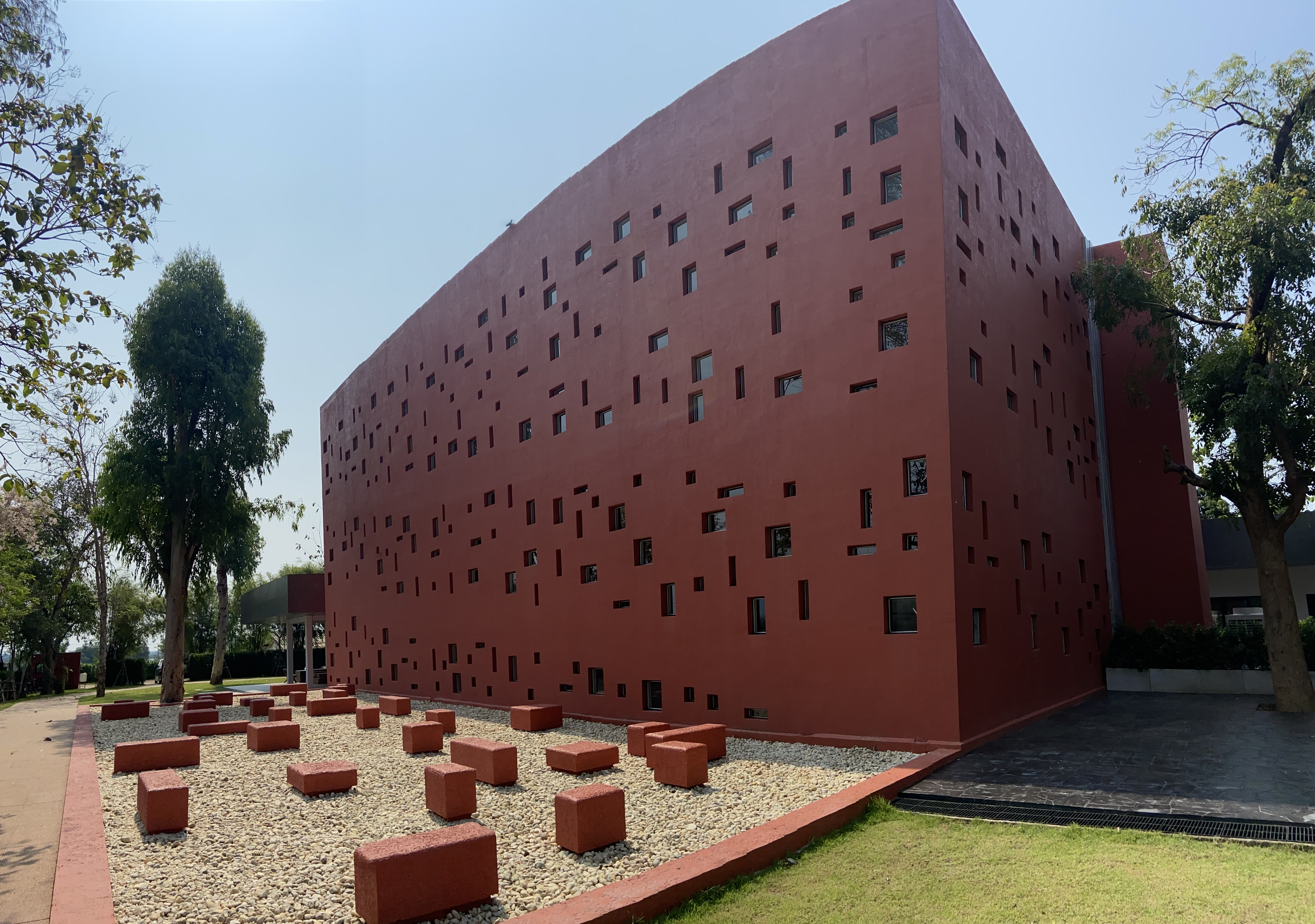
Musée national
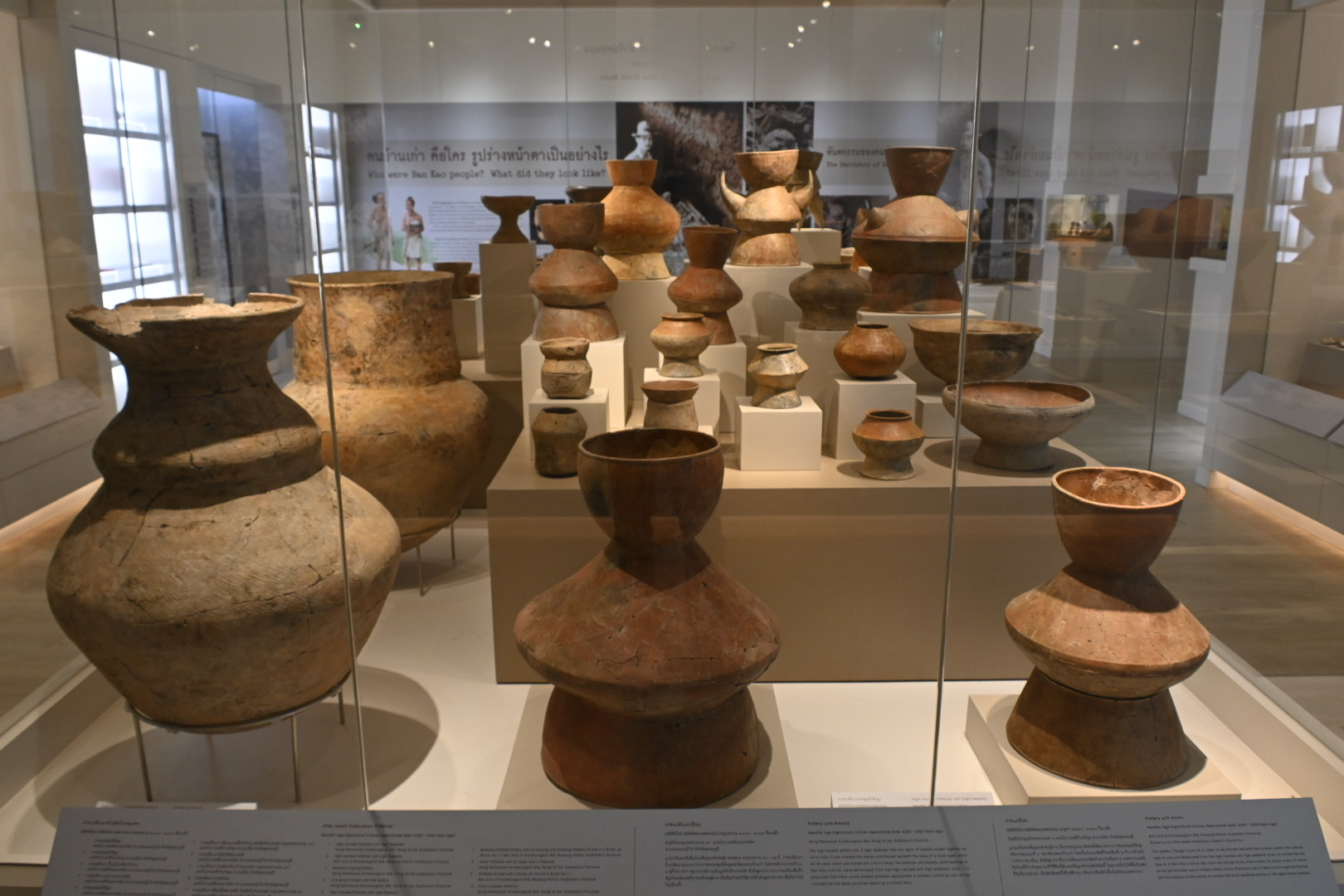
Poteries
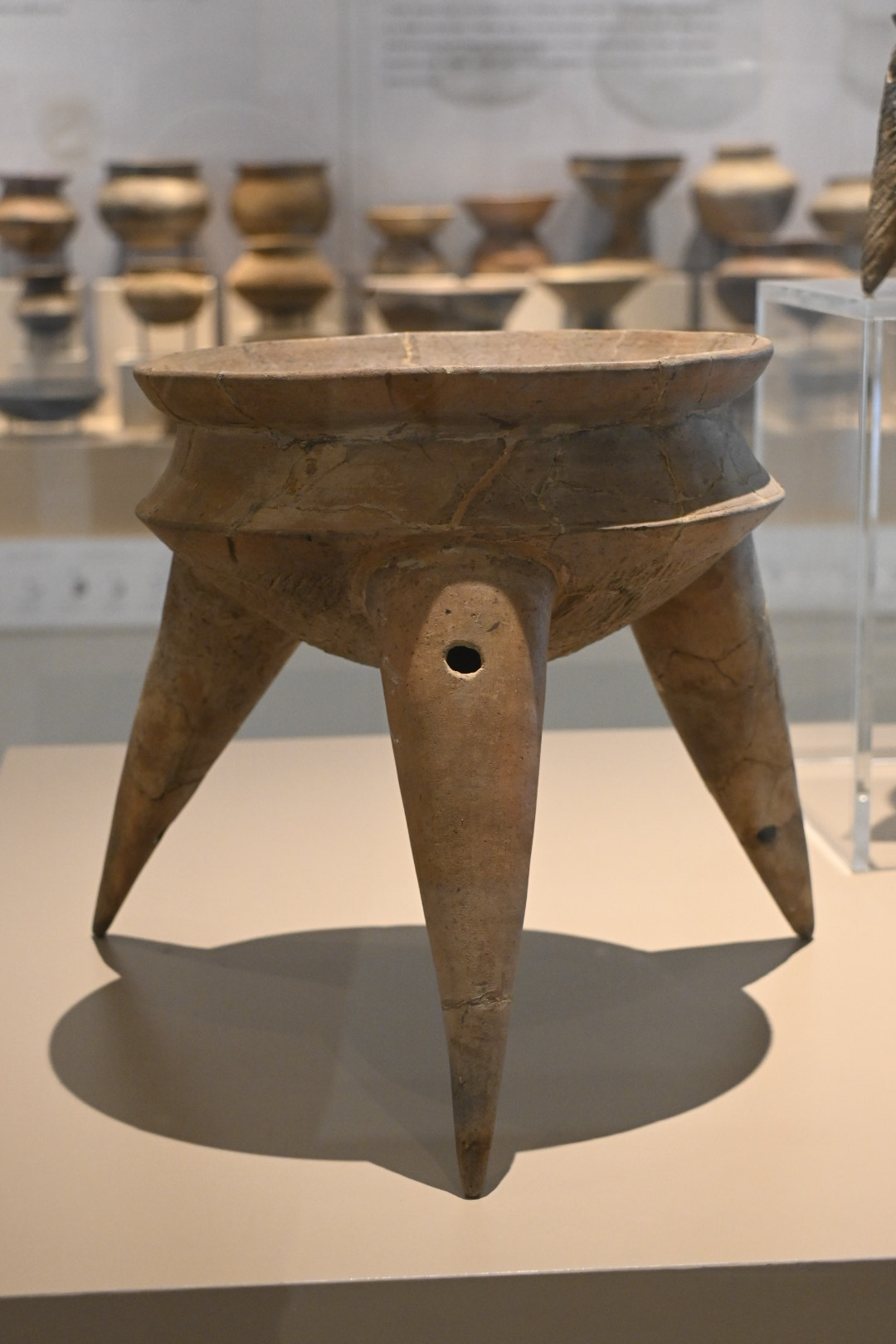
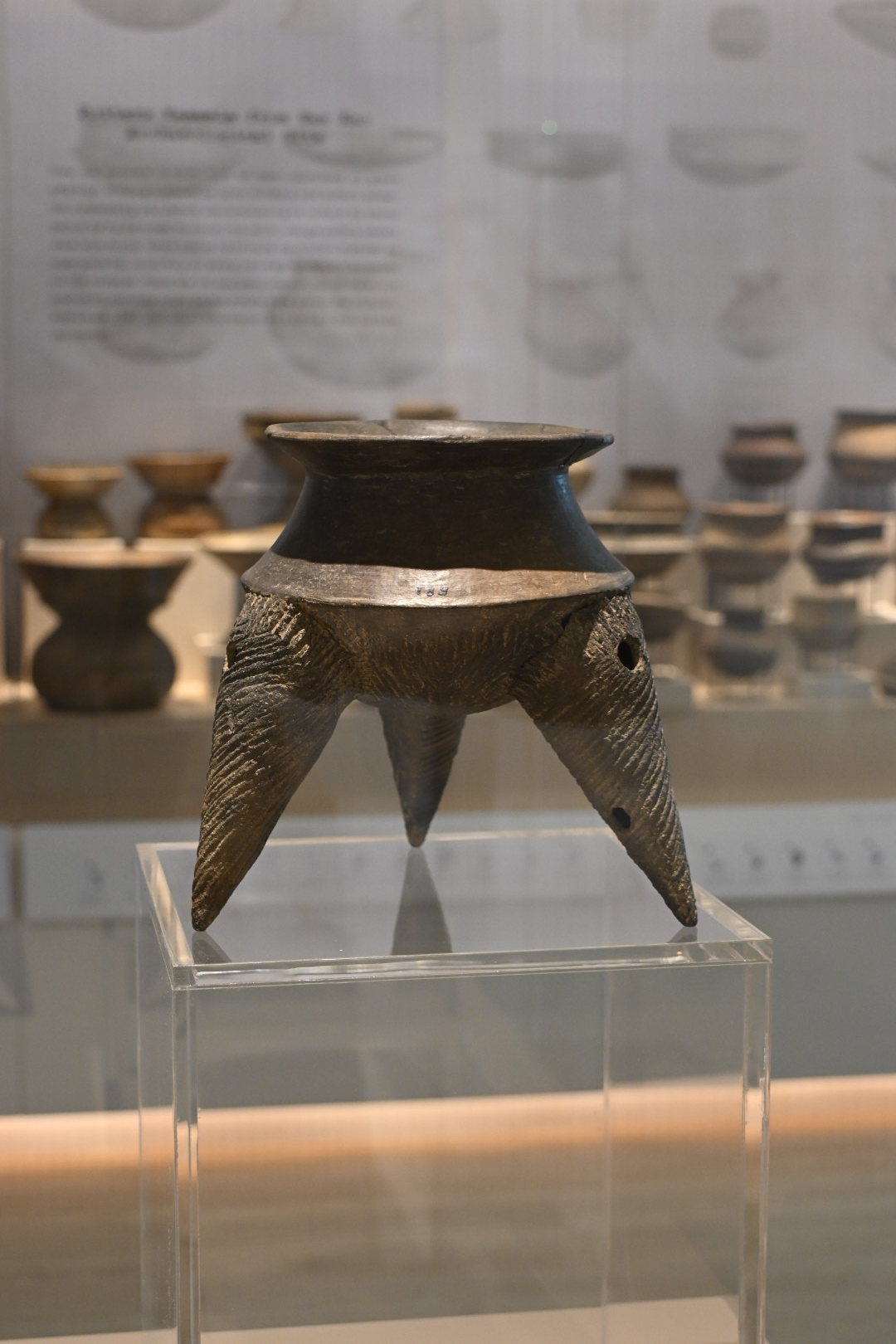